# Garten-Pantoffelblume
Die Garten-Pantoffelblume (Calceolaria integrifolia, Synonym: Calceolaria rugosa) ist eine Pflanzen-Art in der Gattung der Pantoffelblumen (Calceolaria) aus der Familie der Pantoffelblumengewächse (Calceolariaceae). Hauptsächlich findet man ihre Hybriden in Parks und Gärten, als Zierpflanzen.

## Beschreibung

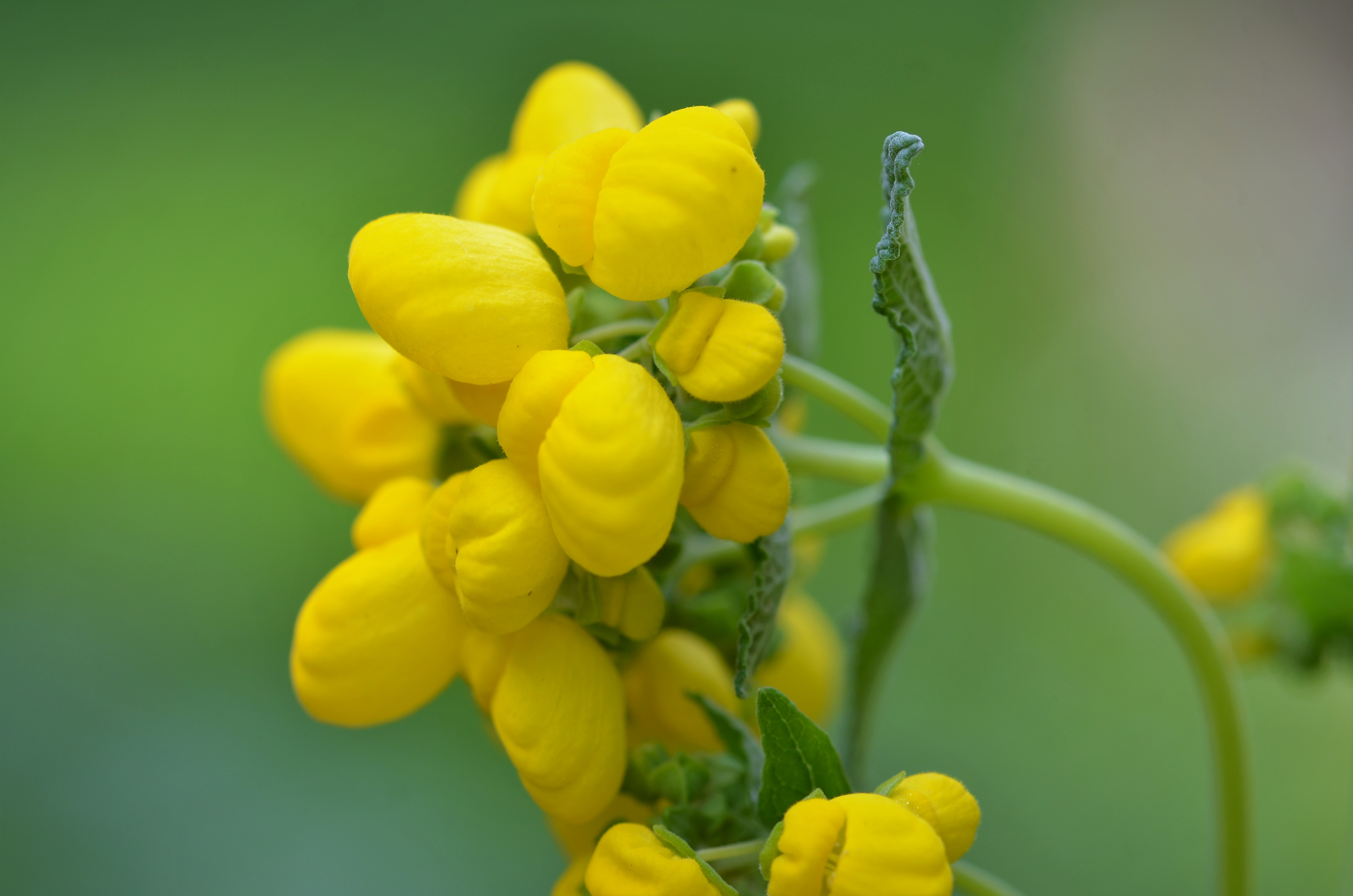
Leuchtendgelbe Lippenblüten der Garten-Pantoffelblume (Calceolaria integrifolia)

Die Wildform wächst als kleiner Strauch, der Wuchshöhen von bis zu 120 cm erreicht. Die Sorten werden als ein- oder mehrjährige krautige Pflanzen kultiviert, die Wuchshöhen von bis zu 40 cm erreichen. Es gibt Sorten, die aufrecht und solche, die hängend wachsen. Die gegenständigen Laubblätter sind einfach und behaart.
In Blütenständen sind viele Blüten zusammengefasst. Die zwittrigen, zygomorphen Blüten sind vierzählig. Die vier Kelchblätter sind grün. Die vier Kronblätter sind verwachsen und sehen wie kleine Pantoffeln aus. Als Kronblattfarbe dominiert gelb. Es sind nur zwei Staubblätter vorhanden. Es werden Kapselfrüchte mit vielen winzigen Samen gebildet.
Die Chromosomenzahl beträgt 2n = 18.

## Verbreitung
Das natürliche Verbreitungsgebiet von Calceolaria integrifolia liegt in Chile.

## Taxonomie
Die Garten-Pantoffelblume wurde 1774 von Carl von Linné in J.A.Murray: Species Plantarum 13. Auflage Band 2 Seite 61 als Calceolaria integrifolia erstbeschrieben.

## Nutzung
Die Sorten der Garten-Pantoffelblume werden hauptsächlich über Samen vermehrt und wie einjährige Pflanzen kultiviert. Sie gehören seit langer Zeit in das Sortiment von beliebten Beet- und Balkonpflanzen. Neben „Normal“-Saatgut gibt es auch F1-Hybriden. Wenige Sorten werden über Stecklinge vermehrt.
Sie kommen in Balkon und Garten auch mit schattigen Plätzen zurecht.

## Sorten
Es gibt eine Reihe von Sorten (Auswahl):
- Golden Nugget
- Goldbouquet
- Goldbunch
- Brigra gelb
- Brigra orange
- Kentish Hero
- Sunshine
- Goldari
- Saalegold
- Brigrar´s Elite
- Triumph des Nordens